# فرانك واتسون
فرانك واتسون (بالإنجليزية: Frank Watson)‏ (15 نوفمبر 1898 في المملكة المتحدة - 27 سبتمبر 1972 بنوتنغهام في المملكة المتحدة) هو لاعب كرة قدم بريطاني (وحمل سابقاً جنسية المملكة المتحدة لبريطانيا العظمى وأيرلندا) في مركز الهجوم. لعب مع أستون فيلا وليدز يونايتد ونادي برينتفورد ونادي بلاكبول ونادي ساوثيند يونايتد ونادي كرو ألكساندرا وغرانتهام تاون ‏ ونادي مانسفيلد تاون وIlkeston United F.C. ‏.